# Nordische Skiweltmeisterschaften 1982
Die 34. Nordischen Skiweltmeisterschaften wurden vom 19. bis 28. Februar 1982 am Holmenkollen in Oslo ausgetragen. Die norwegische Hauptstadt war nach 1930 und 1966 zum dritten Mal Ausrichter dieser Veranstaltung. Darüber hinaus hatte es hier 1952 Olympische Spiele gegeben.

## WM-Vergabe
Der Zuschlag an Oslo erfolgte beim FIS-Kongress im Mai 1979 in Nizza.

## Neuerungen
Im Wettbewerbsprogramm gab es zwei Neuerungen:
- Skispringen: Der bei den vorangegangenen Weltmeisterschaften in Falun noch inoffiziell ausgetragene Mannschaftswettbewerb wurde nun offizielle WM-Disziplin. Gesprungen wurde von der Großschanze K-90. Jedes Team bestand aus vier Teilnehmern, die jeweils zweimal sprangen. Das Ergebnis errechnete sich aus der Summe der acht Sprünge.
- Nordische Kombination: Hier gab es mit dem Mannschaftswettbewerb erstmals eine zweite Disziplin. Jedes Team bestand aus drei Mitgliedern. Jeder Teilnehmer hatte drei Sprünge von der Großschanze K-90, von denen die beiden besten gewertet wurden. Am darauffolgenden Tag traten die Sportler zu einer Staffel an. Erstmals kam die sog. Gundersen-Methode zur Anwendung. Dabei gehen die Sportler mit den aus dem Springen berechneten Zeitabständen ins Rennen, sodass am Ende die Reihenfolge der Zielankünfte aus dem Lauf auch die Gesamtplatzierung darstellt. Entwickelt wurde sie von dem bei den Weltmeisterschaften 1954 zweitplatzierten und 1958 drittplatzierten Norweger Gunder Gundersen.

Außerdem galt nun die Titelverteidiger-Regelung. Demnach durften die Siegerinnen/Sieger der Olympischen Spiele 1980 – die nordischen Wettbewerbe bei den Olympischen Spielen wurden mit Ausnahme der Nordischen Kombination jeweils gleichzeitig als Weltmeisterschaften gewertet – außerhalb der üblichen erlaubten Starterzahl pro Nation (grundsätzlich vier) an den Start gehen.
Beide Einführungen waren im Vorjahr beim FIS-Kongress in Puerto de la Cruz – davon die Angelegenheit „Titelverteidiger“ auf Antrag des Österreichischen Verbandes einstimmig – beschlossen worden.

## Abschneiden der Nationen und der Einzelsportler
In der Nationenwertung lag Norwegen nach schwächeren Jahren mit sieben Goldmedaillen jetzt wieder deutlich vorn. Dahinter folgten die Sowjetunion und Schweden mit je zwei Goldenen. Als Einzelathletin ragte v. a. die Norwegerin Berit Aunli heraus, die im Skilanglauf dreimal Gold und einmal Bronze gewann.

## Medaillenspiegel
| Platz | Nation           | Gold | Silber | Bronze | Gesamt |
| ----- | ---------------- | ---- | ------ | ------ | ------ |
| 1     | Norwegen         | 7    | 3      | 4      | 14     |
| 2     | Sowjetunion      | 2    | 3      | 0      | 5      |
| 3     | Schweden         | 2    | 0      | 0      | 2      |
| 4     | Finnland         | 1    | 4      | 4      | 9      |
| 5     | DDR              | 1    | 1      | 3      | 5      |
| 6     | Österreich       | 1    | 1      | 1      | 3      |
| 7     | Tschechoslowakei | 0    | 0      | 1      | 1      |
| 7     | USA              | 0    | 0      | 1      | 1      |

| Platz | Sportler                | Gold | Silber | Bronze | Gesamt |
| ----- | ----------------------- | ---- | ------ | ------ | ------ |
| 01    | Oddvar Brå              | 2    | 0      | 0      | 2      |
| 02    | Lars Erik Eriksen       | 1    | 1      | 1      | 3      |
| 02    | Armin Kogler            | 1    | 1      | 1      | 3      |
| 04    | Tom Sandberg            | 1    | 1      | 0      | 2      |
| 04    | Olav Hansson            | 1    | 1      | 0      | 2      |
| 04    | Konrad Winkler          | 1    | 1      | 0      | 2      |
| 04    | Alexander Sawjalow      | 1    | 1      | 0      | 2      |
| 04    | Juri Burlakow           | 1    | 1      | 0      | 2      |
| 09    | Uwe Dotzauer            | 1    | 0      | 1      | 2      |
| 09    | Matti Nykänen           | 1    | 0      | 1      | 2      |
| 09    | Ole Bremseth            | 1    | 0      | 1      | 2      |
| 12    | Thomas Eriksson         | 1    | 0      | 0      | 1      |
| 12    | Thomas Wassberg         | 1    | 0      | 0      | 1      |
| 12    | Gunter Schmieder        | 1    | 0      | 0      | 1      |
| 12    | Ove Aunli               | 1    | 0      | 0      | 1      |
| 12    | Pål Gunnar Mikkelsplass | 1    | 0      | 0      | 1      |
| 12    | Wladimir Nikitin        | 1    | 0      | 0      | 1      |
| 12    | Oleksandr Batjuk        | 1    | 0      | 0      | 1      |
| 12    | Johan Sætre             | 1    | 0      | 0      | 1      |
| 12    | Per Bergerud            | 1    | 0      | 0      | 1      |
| 21    | Jari Puikkonen          | 0    | 1      | 1      | 2      |
| 22    | Jouko Karjalainen       | 0    | 1      | 0      | 1      |
| 22    | Rauno Miettinen         | 0    | 1      | 0      | 1      |
| 22    | Jorma Etelälahti        | 0    | 1      | 0      | 1      |
| 22    | Hans Wallner            | 0    | 1      | 0      | 1      |
| 22    | Hubert Neuper           | 0    | 1      | 0      | 1      |
| 22    | Andreas Felder          | 0    | 1      | 0      | 1      |
| 28    | Harri Kirvesniemi       | 0    | 0      | 2      | 2      |
| 29    | Bill Koch               | 0    | 0      | 1      | 1      |
| 29    | Hallstein Bøgseth       | 0    | 0      | 1      | 1      |
| 29    | Espen Andersen          | 0    | 0      | 1      | 1      |
| 29    | Keijo Korhonen          | 0    | 0      | 1      | 1      |
| 29    | Pentti Kokkonen         | 0    | 0      | 1      | 1      |
| 29    | Kari Härkönen           | 0    | 0      | 1      | 1      |
| 29    | Aki Karvonen            | 0    | 0      | 1      | 1      |
| 29    | Juha Mieto              | 0    | 0      | 1      | 1      |
| 29    | Uwe Bellmann            | 0    | 0      | 1      | 1      |
| 29    | Uwe Wünsch              | 0    | 0      | 1      | 1      |
| 29    | Stefan Schicker         | 0    | 0      | 1      | 1      |
| 29    | Frank Schröder          | 0    | 0      | 1      | 1      |

| Platz | Sportlerin             | Gold | Silber | Bronze | Gesamt |
| ----- | ---------------------- | ---- | ------ | ------ | ------ |
| 01    | Berit Aunli            | 3    | 1      | 0      | 4      |
| 02    | Raissa Smetanin        | 1    | 1      | 0      | 2      |
| 03    | Brit Pettersen         | 1    | 0      | 1      | 2      |
| 04    | Anette Bøe             | 1    | 0      | 0      | 1      |
| 04    | Inger Helene Nybråten  | 1    | 0      | 0      | 1      |
| 06    | Hilkka Riihivuori      | 0    | 2      | 1      | 3      |
| 07    | Ljubow Ljadowa         | 0    | 1      | 0      | 1      |
| 07    | Ljubow Sabolozkaja     | 0    | 1      | 0      | 1      |
| 07    | Galina Kulakowa        | 0    | 1      | 0      | 1      |
| 10    | Květoslava Jeriová     | 0    | 0      | 1      | 1      |
| 10    | Petra Sölter           | 0    | 0      | 1      | 1      |
| 10    | Carola Anding          | 0    | 0      | 1      | 1      |
| 10    | Veronika Hesse-Schmidt | 0    | 0      | 1      | 1      |
| 10    | Barbara Petzold        | 0    | 0      | 1      | 1      |

## Langlauf Männer
- Detaillierte Ergebnisse

### 15 km

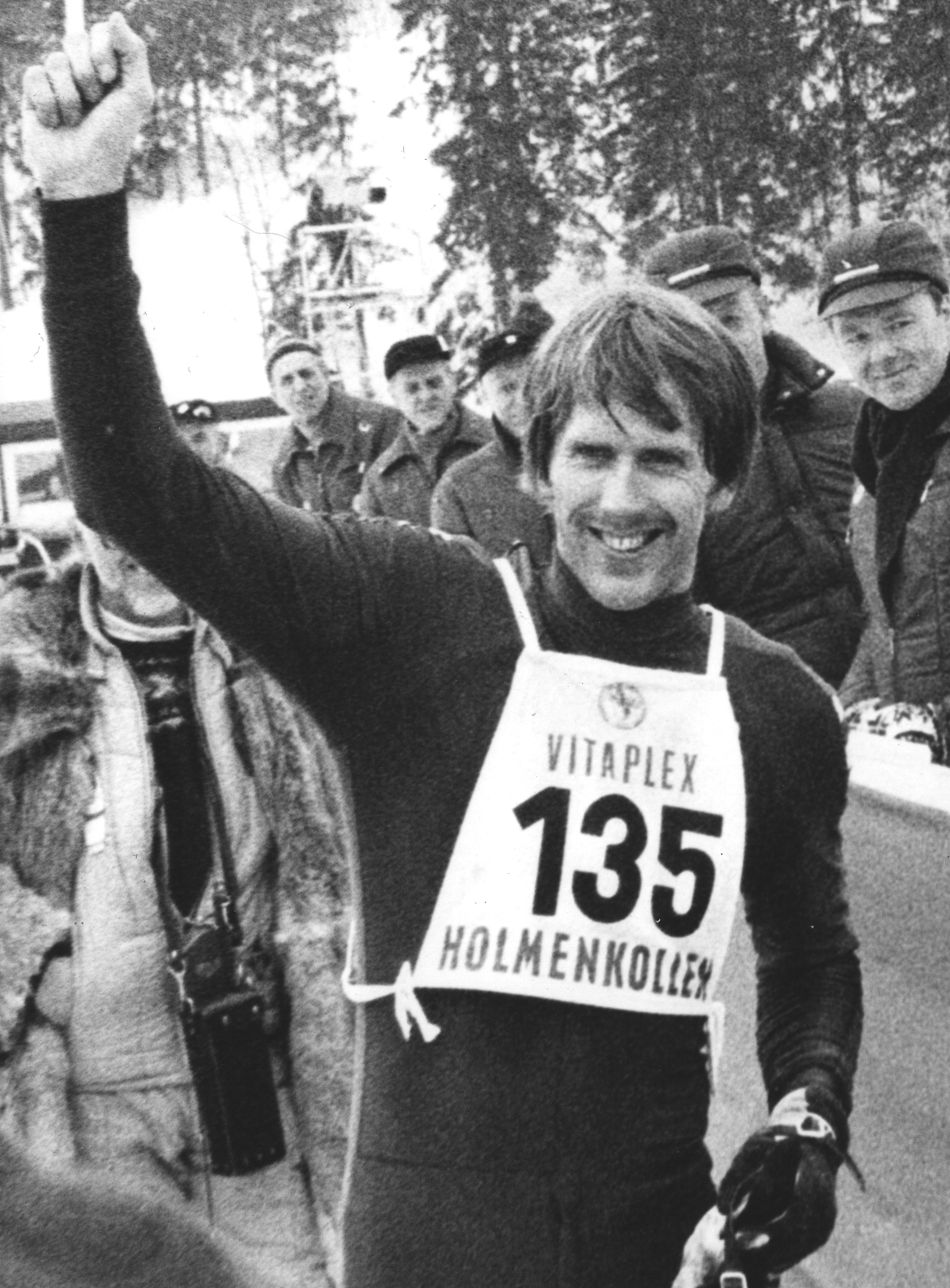
Oddvar Brå siegte mit knapp zehn Sekunden Vorsprung

| Platz | Sportler                | Zeit [min] |
| ----- | ----------------------- | ---------- |
| 1     | Oddvar Brå              | 38:52,5    |
| 2     | Alexander Sawjalow      | 39:02,1    |
| 3     | Harri Kirvesniemi       | 39:02,3    |
| 4     | Juri Burlakow           | 39:14,4    |
| 5     | Oleksandr Batjuk        | 39:19,8    |
| 6     | Juha Mieto              | 39:24,7    |
| 7     | Jochen Behle            | 39:26,4    |
| 8     | Giuseppe Ploner         | 39:28,3    |
| 9     | Jan Ottosson            | 39:30,2    |
| 10    | Pål Gunnar Mikkelsplass | 39:31,8    |

Weltmeister 1978:  Józef Łuszczek
Olympiasieger 1980:  Thomas Wassberg
Datum: 23. Februar 1982

### 30 km
| Platz | Sportler           | Zeit [h]  |
| ----- | ------------------ | --------- |
| 1     | Thomas Eriksson    | 1:21:52,3 |
| 2     | Lars Erik Eriksen  | 1:22:13,9 |
| 3     | Bill Koch          | 1:22:14,8 |
| 4     | Ove Aunli          | 1:22:45,0 |
| 5     | Juha Mieto         | 1:22:59,7 |
| 6     | Alexander Sawjalow | 1:23:00,7 |
| 7     | Juri Burlakow      | 1:23:13,0 |
| 8     | Wladimir Nikitin   | 1:23:16,3 |
| 9     | Giorgio Vanzetta   | 1:23:33,9 |
| 10    | Aki Karvonen       | 1:23:39,4 |

Weltmeister 1978:  Sergei Saweljew
Olympiasieger 1980:  Nikolai Simjatow
Datum: 20. Februar 1982

### 50 km

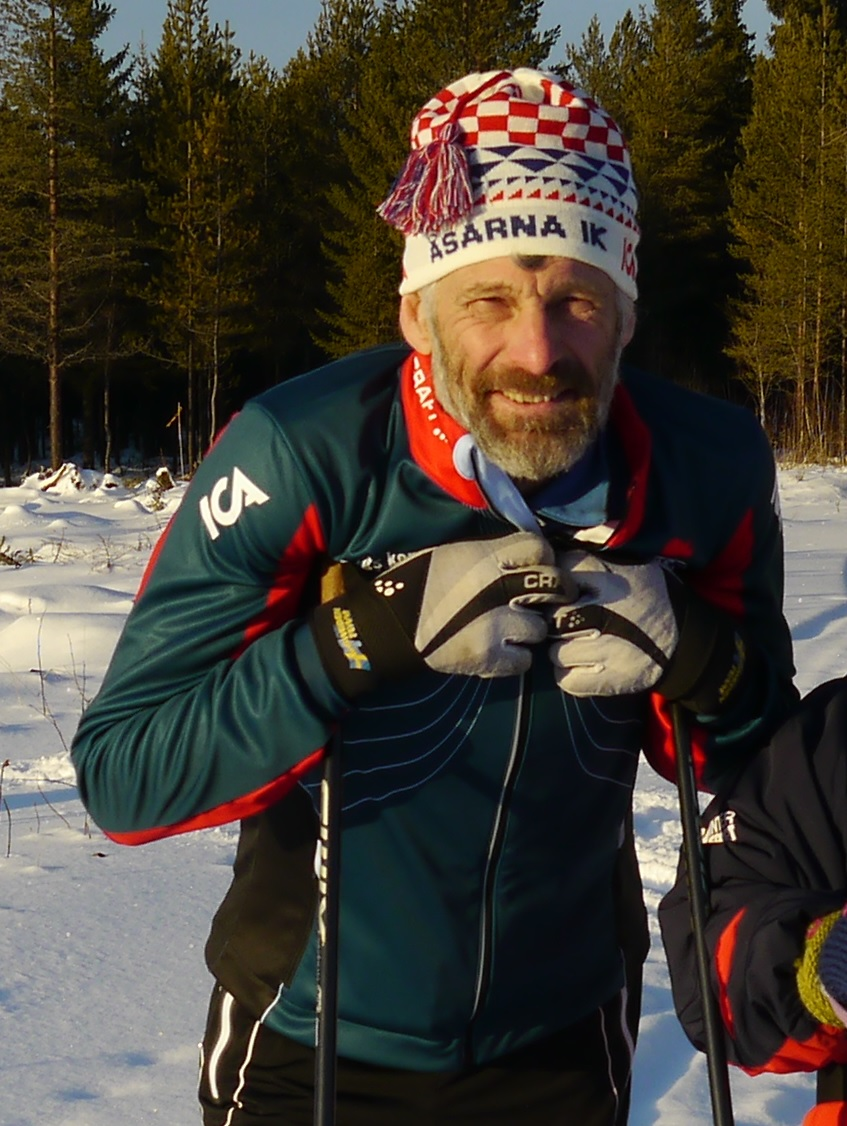
Weltmeister Thomas Wassberg

| Platz | Sportler           | Zeit [h]  |
| ----- | ------------------ | --------- |
| 1     | Thomas Wassberg    | 2:32:00,9 |
| 2     | Juri Burlakow      | 2:32:34,3 |
| 3     | Lars Erik Eriksen  | 2:32:49,9 |
| 4     | Oleksandr Batjuk   | 2:33:19,6 |
| 5     | Asko Autio         | 2:33:23,9 |
| 6     | Alexander Sawjalow | 2:34:48,3 |
| 7     | Anatoli Iwanow     | 2:35:43,7 |
| 8     | Maurilio De Zolt   | 2:36:23,9 |
| 9     | Harri Kirvesniemi  | 2:36:58,8 |
| 10    | Oddvar Brå         | 2:38:19,8 |

Weltmeister 1978:  Sven-Åke Lundbäck
Olympiasieger 1980:  Nikolai Simjatow
Datum: 27. Februar 1982

### 4 × 10 km Staffel
| Platz | Land           | Sportler                                                                | Zeit [h]  |
| ----- | -------------- | ----------------------------------------------------------------------- | --------- |
| 1     | Norwegen       | Lars Erik Eriksen Ove Aunli Pål Gunnar Mikkelsplass Oddvar Brå          | 1:56:27,6 |
| 1     | Sowjetunion    | Wladimir Nikitin Oleksandr Batjuk Juri Burlakow Alexander Sawjalow      | 1:56:27,6 |
| 3     | Finnland       | Kari Härkönen Aki Karvonen Harri Kirvesniemi Juha Mieto                 | 1:58:49,4 |
| 3     | DDR            | Uwe Bellmann Uwe Wünsch Stefan Schicker Frank Schröder                  | 1:58:49,4 |
| 5     | Schweden       | Thomas Wassberg Jan Ottosson Sven-Erik Danielsson Benny Kohlberg        | 1:59:39,4 |
| 6     | BR Deutschland | Jochen Behle Stefan Dotzler Franz Schöbel Josef Schneider               | 2:00:36,1 |
| 7     | Italien        |                                                                         | 2:01:19,8 |
| 8     | USA            | Dan Simoneau Tim Caldwell Franz Schöbel Jim Galanes                     | 2:01:59,0 |
| 9     | Schweiz        | Alfred Schindler Konrad Hallenbarter Franz Renggli Andreas Grünenfelder | 2:02:59,2 |
| 10    | Österreich     | Andreas Gumpold Alois Stadlober Franz Gattermann Peter Juric            | 2:03:32,6 |

Weltmeister 1978:  Schweden (Sven-Åke Lundbäck, Christer Johansson, Tommy Limby, Thomas Magnusson)

Olympiasieger 1980:  Sowjetunion (Wassili Rotschew, Nikolai Baschukow, Jewgeni Beljajew, Nikolai Simjatow)
Datum: 25. Februar 1982
Erstmals gab es in einem Wettbewerb der Nordischen Skiweltmeisterschaften zwei Sieger und auch zweimal Bronze. Die Jury (zwei Norweger, ein Finne, ein Kanadier, ein Amerikaner) erklärte nach einstündiger Beratung Norwegen und die Sowjetunion zu Siegern.
Anfänglich führten die Norweger, dann die Sowjets; Schlussläufer Sawjalow ging 12,9 Sekunden vor Brå ins Rennen. Beim Anstieg zur letzten Linkskurve stieg Sawjalow dem Norweger auf den Stock, worauf dieser brach und der Sowjetläufer stürzte. Brå erhielt nach etwa fünfzig Metern einen Ersatzstock, da war aber Sawjalow schon wieder an seiner Seite. Gleichauf passierten sie das Ziel. Laut Medienberichten war sich der russische Schlussläufer sicher, dass er Erster im Ziel war, und deutete damit an, dass die Jury dem Team aus dem Ausrichterland ungerechtfertigt auch Gold geben wollte.
Im Kampf um Bronze sah man zunächst den Finnen Juha Mieto um Handbreite vorn. In der DDR wurde dies dadurch umschrieben, dass Mieto ein größeres Schuhmaß gehabt hätte. Dadurch kam es vorerst nur zur Bronzewertung für Finnland. Dementsprechend wurde in den Medienberichten die DDR anfangs auf Rang vier geführt. Die Teamführung der DDR protestierte gegen diese Entscheidung unter Hinweis auf die Zuerkennung der beiden Goldmedaillen bei der FIS, worauf einige Zeit später auch die DDR mit einer Bronzemedaille ausgezeichnet wurde.

## Langlauf Frauen
- Detaillierte Ergebnisse

### 5 km

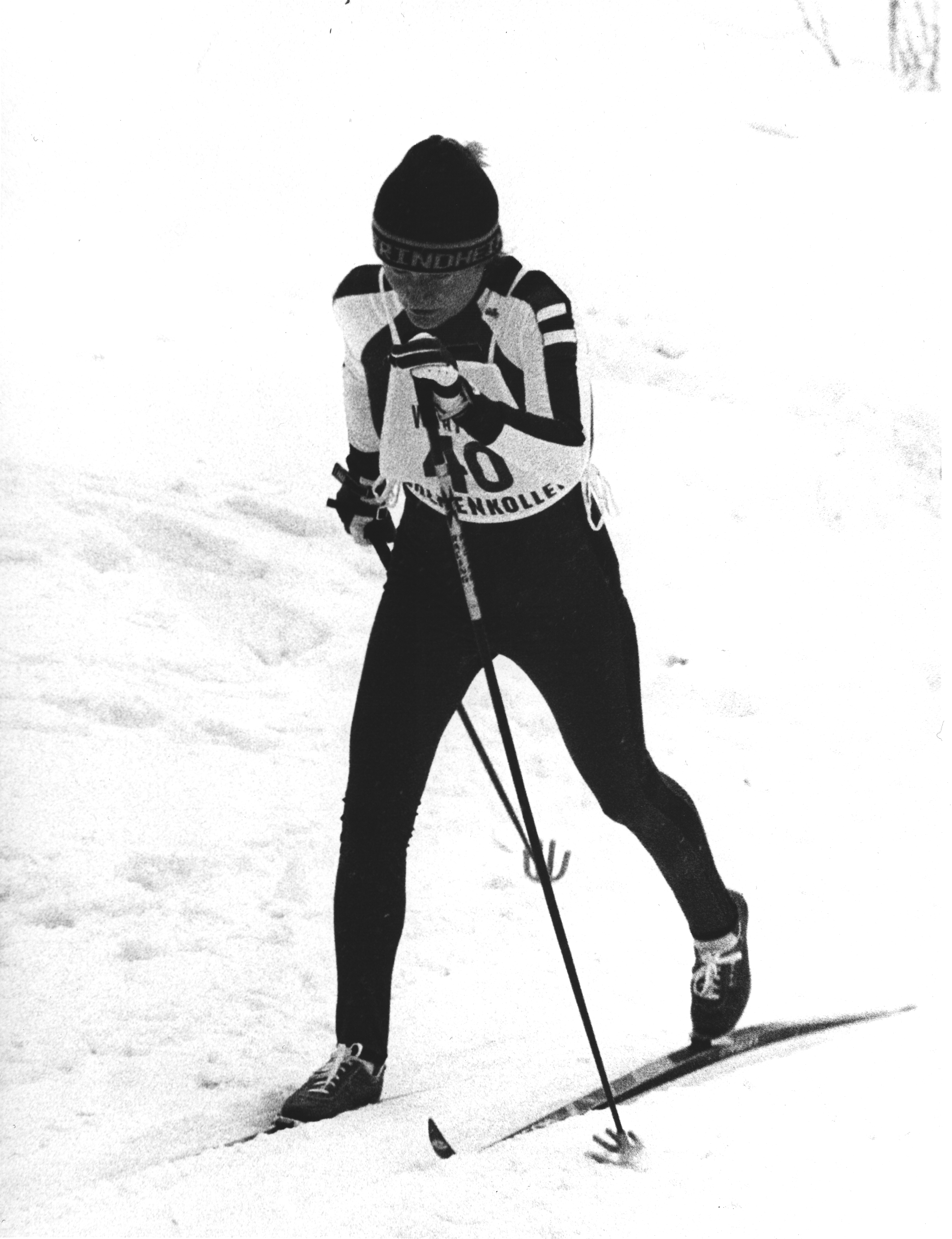
Dreimal Gold errang Berit Aunli

| Platz | Sportlerin            | Zeit [min] |
| ----- | --------------------- | ---------- |
| 1     | Berit Aunli           | 14;30,2    |
| 2     | Hilkka Riihivuori     | 14;35,6    |
| 3     | Brit Pettersen        | 14;48,2    |
| 4     | Anette Bøe            | 14;48,6    |
| 5     | Květoslava Jeriová    | 14;53,3    |
| 6     | Anna Pasiarová        | 14;59,8    |
| 7     | Petra Sölter          | 15:01,8    |
| 8     | Manuela Di Centa      | 15:04,9    |
| 9     | Lena Carlzon-Lundbäck | 15:05,2    |
| 9     | Marit Myrmæl          | 15:05,2    |

Weltmeisterin 1978:  Helena Takalo
Olympiasiegerin 1980:  Raissa Smetanina
Datum: 22. Februar 1982

### 10 km
| Platz | Sportlerin            | Zeit [min] |
| ----- | --------------------- | ---------- |
| 1     | Berit Aunli           | 29:25,6    |
| 2     | Hilkka Riihivuori     | 29:46,5    |
| 3     | Květoslava Jeriová    | 30:15,9    |
| 4     | Brit Pettersen        | 30:17,9    |
| 5     | Anette Bøe            | 30:20,6    |
| 6     | Marie Johansson       | 30:29,3    |
| 7     | Ljubow Ljadowa        |            |
| 8     | Anna Pasiarová        |            |
| 9     | Inger Helene Nybråten |            |
| 10    | Galina Kulakowa       |            |

Weltmeisterin 1978:  Sinaida Amossowa
Olympiasiegerin 1980:  Barbara Petzold
Datum: 19. Februar 1982

### 20 km
| Platz | Sportlerin             | Zeit [h]  |
| ----- | ---------------------- | --------- |
| 1     | Raissa Smetanina       | 1:06:16,9 |
| 2     | Berit Aunli            | 1:06:20,3 |
| 3     | Hilkka Riihivuori      | 1:07:29,6 |
| 4     | Ljubow Ljadowa         | 1:07:45,9 |
| 5     | Galina Kulakowa        | 1:07:47,6 |
| 6     | Marit Myrmæl           | 1:07:57,3 |
| 7     | Marie Johansson        | 1:08:07,2 |
| 8     | Anette Bøe             | 1:08:13,2 |
| 9     | Veronika Hesse-Schmidt | 1:08:30,7 |
| 10    | Karin Jäger            | 1:08:54,6 |

Weltmeisterin 1978:  Sinaida Amossowa
Weltmeisterin 1980:  Veronika Hesse-Schmidt
Datum: 26. Februar 1982

### 4 × 5 km Staffel
| Platz | Land             | Sportler                                                             | Zeit        |
| ----- | ---------------- | -------------------------------------------------------------------- | ----------- |
| 1     | Norwegen         | Anette Bøe Inger Helene Nybråten Berit Aunli Brit Pettersen          | 1:02:15,9 h |
| 2     | Sowjetunion      | Ljubow Ljadowa Ljubow Sabolotskaja Raissa Smetanina Galina Kulakowa  | 1:02:29,6 h |
| 3     | DDR              | Petra Sölter Carola Anding Veronika Hesse-Schmidt Barbara Petzold    | 1:02:57,3 h |
| 4     | Finnland         | Marja-Liisa Hämäläinen Helena Takalo Pirkko Määttä Hilkka Riihivuori | 1:03:05,8 h |
| 5     | Tschechoslowakei | Anna Pasiarová Dagmar Švubová Gabriela Svobodová Květoslava Jeriová  | 1:03:34,9 h |
| 6     | Schweden         | Marie Johansson Maria Thulin Karin Lamberg Lena Carlzon-Lundbäck     | 1:04:35,8 h |

Weltmeisterinnen 1978:  Finnland (Taina Impiö, Marja-Liisa Hämäläinen, Hilkka Riihivuori, Helena Takalo)

 Olympiasiegerinnen 1980:  DDR (Marlies Rostock, Carola Anding, Veronika Schmidt, Barbara Petzold)
Datum: 24. Februar 1982

## Skispringen Männer
- Detaillierte Ergebnisse

### Normalschanze K70

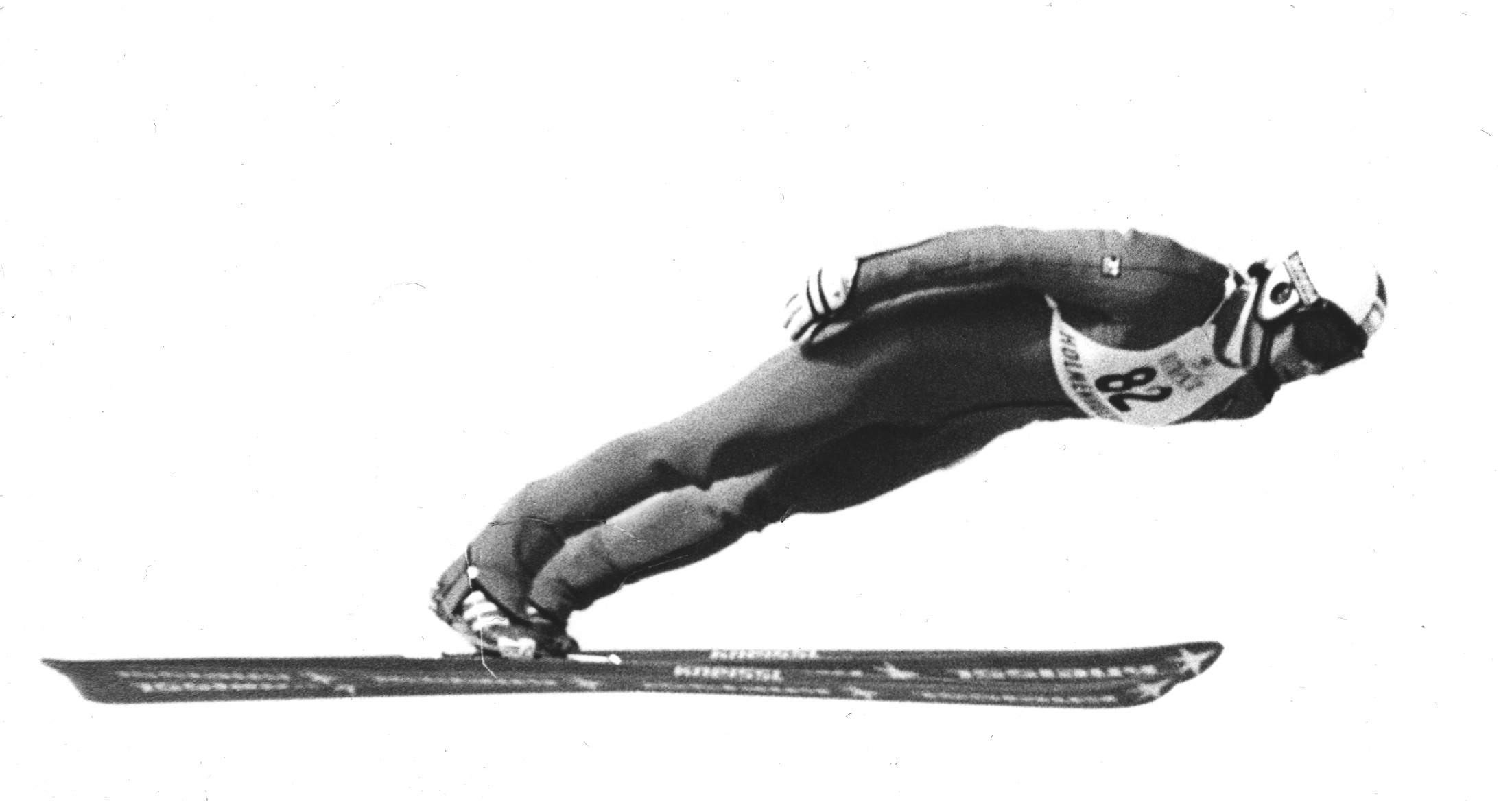
Knapper Sieg für Armin Kogler

| Platz | Sportler        | Weiten [m]  | Punkte |
| ----- | --------------- | ----------- | ------ |
| 1     | Armin Kogler    | 82,5 / 84,0 | 250,1  |
| 2     | Jari Puikkonen  | 81,0 / 85,5 | 248,6  |
| 3     | Ole Bremseth    | 81,5 / 82,0 | 245,8  |
| 4     | Matti Nykänen   | 82,0 / 82,5 | 244,4  |
| 5     | Andreas Felder  | 82,5 / 82,0 | 243,9  |
| 6     | Horst Bulau     | 83,0 / 81,5 | 243,4  |
| 7     | Olav Hansson    | 82,0 / 79,0 | 241,3  |
| 8     | Manfred Deckert | 79,5 / 82,5 | 236,9  |
| 9     | Roger Ruud      | 79,5 / 80,0 | 236,4  |
| 10    | Anders Daun     | 83,0 / 81,0 | 235,6  |

Weltmeister 1978:  Matthias Buse
Olympiasieger 1980:  Anton Innauer
Datum: 21. Februar 1982

### Großschanze K90

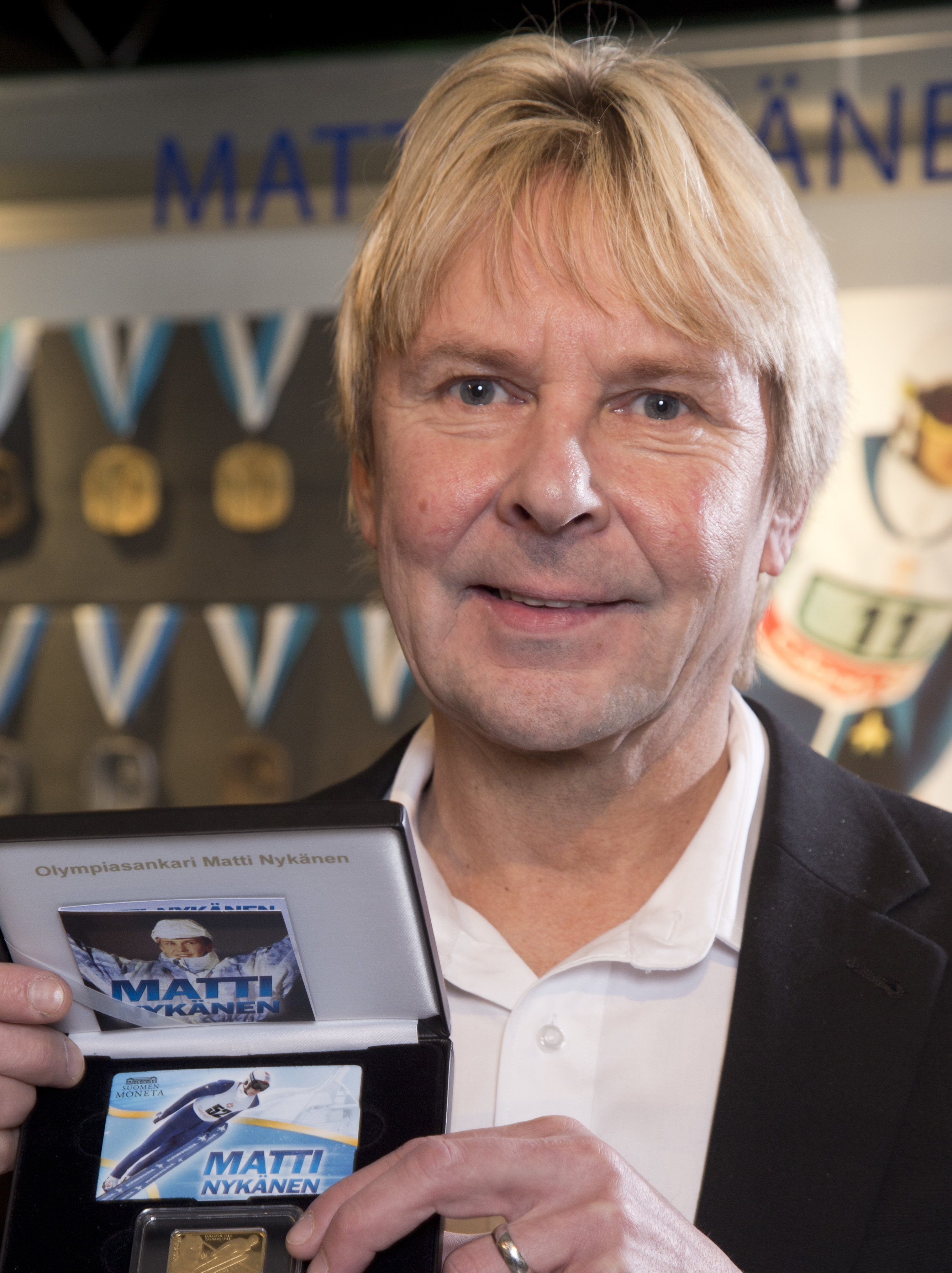
Der 2019 verstorbene Matti Nykänen siegte von der Großschanze

| Platz | Sportler        | Weiten [m]    | Punkte |
| ----- | --------------- | ------------- | ------ |
| 1     | Matti Nykänen   | 108,5 / 102,5 | 257,9  |
| 2     | Olav Hansson    | 107,0 / 099,5 | 255,1  |
| 3     | Armin Kogler    | 102,5 / 100,5 | 244,7  |
| 4     | Klaus Ostwald   | 102,0 / 102,0 | 242,6  |
| 4     | Ole Bremseth    | 102,0 / 099,5 | 242,6  |
| 6     | Pentti Kokkonen | 099,5 / 100,5 | 238,5  |
| 7     | Mathias Buse    | 099,5 / 100,5 | 237,5  |
| 8     | Anders Daun     | 102,0 / 097,5 | 232,8  |
| 9     | Hubert Neuper   | 099,5 / 095,0 | 232,2  |
| 10    | Horst Bulau     | 098,5 / 098,5 | 231,8  |

Weltmeister 1978:  Tapio Räisänen
Olympiasieger 1980:  Jouko Törmänen
Datum: 28. Februar 1982

### Team Großschanze K90
| Platz | Land             | Sportler                                                    | Punkte |
| ----- | ---------------- | ----------------------------------------------------------- | ------ |
| 1     | Norwegen         | Johan Sætre Per Bergerud Ole Bremseth Olav Hansson          | 718,5  |
| 2     | Österreich       | Hans Wallner Hubert Neuper Armin Kogler Andreas Felder      | 717,6  |
| 3     | Finnland         | Keijo Korhonen Jari Puikkonen Pentti Kokkonen Matti Nykänen | 670,8  |
| 4     | DDR              | Holger Freitag Matthias Buse Klaus Ostwald Manfred Deckert  | 660,3  |
| 5     | Kanada           | Ron Richards Steve Collins Horst Bulau                      | 625,7  |
| 6     | USA              | Nils Stolzlechner Reed Zuehlke Jeff Hastings John Broman    | 622,4  |
| 7     | Tschechoslowakei |                                                             | 606,2  |

kein Titelverteidiger / kein vorangegangener Olympiasieger – Disziplin erstmals im WM-Programm
Datum: 26. Februar 1982

## Nordische Kombination Männer
- Detaillierte Ergebnisse

### Einzel (Normalschanze K90/15 km)

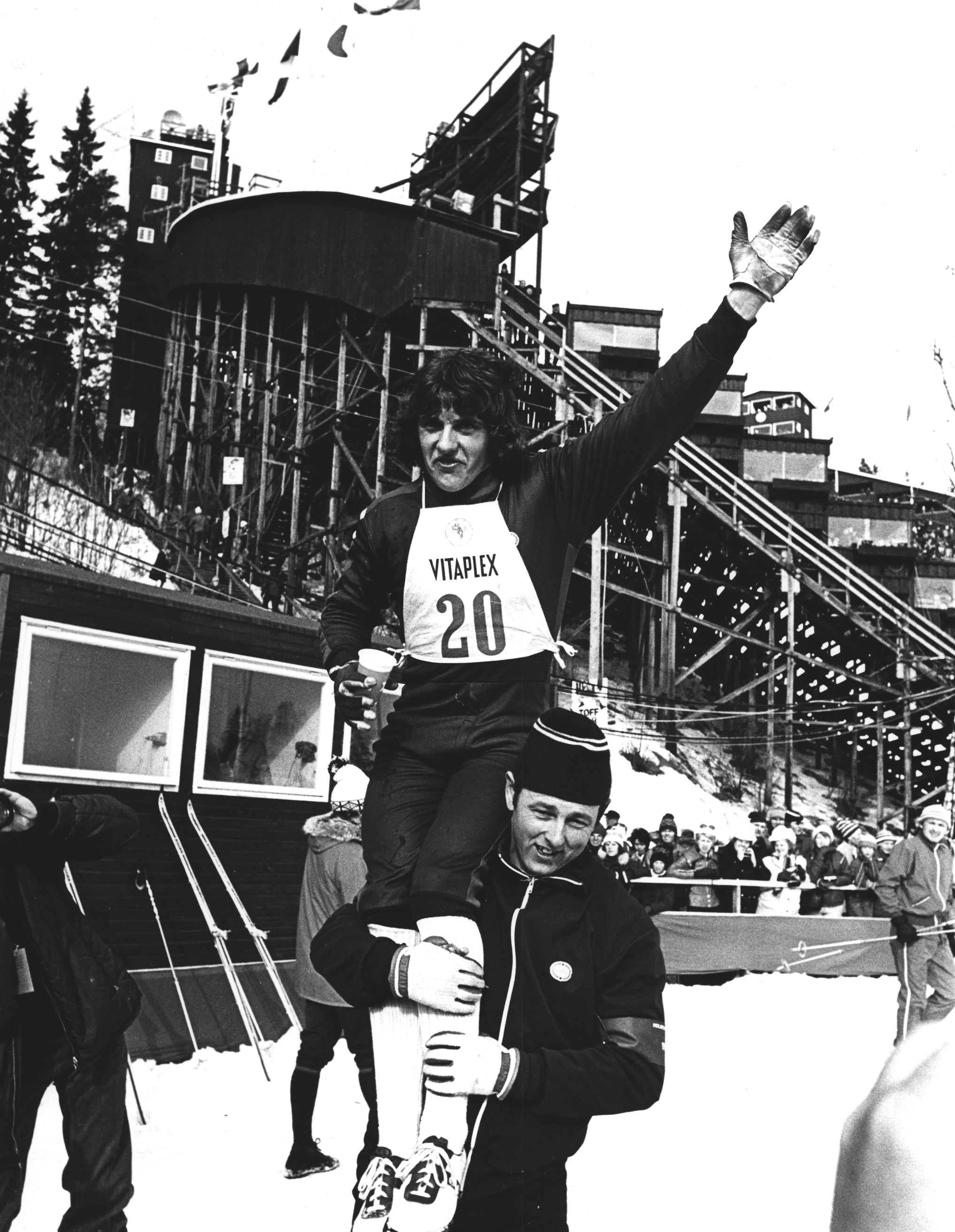
Tom Sandberg – norwegischer Sieg in der Kombination

| Platz | Sportler          | Punkte  |
| ----- | ----------------- | ------- |
| 1     | Tom Sandberg      | 426,600 |
| 2     | Konrad Winkler    | 426,560 |
| 3     | Uwe Dotzauer      | 426,455 |
| 4     | Jouko Karjalainen | 422,835 |
| 5     | Gunter Schmieder  | 422,320 |
| 6     | Thomas Müller     | 418,400 |
| 7     | Jorma Etelalahti  | 418,080 |
| 8     | Andreas Langer    | 416,460 |

Weltmeister 1978:  Konrad Winkler
Weltmeister 1980:  Ulrich Wehling
Datum: 19. Februar 1982

### Team (Normalschanze K90/3 × 10 km)
| Platz | Land           | Sportler                                              | Punkte  |
| ----- | -------------- | ----------------------------------------------------- | ------- |
| 1     | DDR            | Uwe Dotzauer Gunter Schmieder Konrad Winkler          | 1295,92 |
| 2     | Finnland       | Jouko Karjalainen Rauno Miettinen Jorma Etelälahti    | 1243,60 |
| 2     | Norwegen       | Hallstein Bøgseth Espen Andersen Tom Sandberg         | 1243,60 |
| 4     | BR Deutschland | Hermann Weinbuch Thomas Müller Hubert Schwarz         | 1201,14 |
| 5     | Sowjetunion    | Sergei Tscherwjakow Sergej Sjorikow Alexander Majorow | 1191,36 |
| 6     | Schweiz        | Ernst Beetschen Karl Lustenberger Walter Hurschler    | 1122,50 |
| DNF   | Japan          |                                                       | 537,50  |
| DNF   | USA            |                                                       | 476,40  |

kein Titelverteidiger / kein vorangegangener Olympiasieger – Disziplin erstmals im WM-Programm
Datum:
Langlauf: 23. Februar 1982
Springen: 24. Februar 1982

## Videolinks
- Skid-VM 1982 – Oslo (Holmenkollen) – 15 km, herrar, youtube.com, abgerufen am 29. Oktober 2023
- Gunde Svan – Oslo 1982, 15 km – World Championships debut, youtube.com, abgerufen am 29. Oktober 2023
- 50 km, Oslo 1982 – Thomas Wassberg, youtube.com, abgerufen am 29. Oktober 2023
- Armin Kogler, World Championships Oslo1982, youtube.com, abgerufen am 29. Oktober 2023